# Джафаров, Юсиф Рауф оглы
Юсиф Рауф оглы Джафаров (азерб. Yusif Rauf oğlu Cəfərov; род. 27 марта 1952, Баку) — советский и азербайджанский историк античности и раннего Средневековья, кандидат исторических наук (1981). Внук политического и государственного деятеля АДР Мамед-Юсиф Джафарова.

## Биография
Родился 27 марта 1952 года в городе Баку. В 1969 году окончил бакинскую школу № 134. С 1969 по 1974 годы учился на историческом факультете Азербайджанского государственного университета. С 1975 по 1979 гг. проходил стажировку и учился на аспирантуре в Ленинградском отделении Института Востоковедения АН СССР, где изучал древнегреческий, латинский и немецкий языки. В Тюрко-Монгольском кабинете ЛО ИВ АН под руководством известнейшего тюрколога С. Г. Кляшторного, завершил работу над диссертацией по теме «Гунны и Азербайджан», которая там же сразу была рекомендована к публикации в виде монографии. В 1981 году в Баку защитил диссертацию и получил степень кандидата исторических наук. На основе этой работы в 1985 году издана монографию «Гунны и Азербайджан» (переиздана в Баку в 1993 году), за которую удостоился звания лауреата премии Ленинского комсомола Азербайджанской ССР.
С 1975 по 1992 гг. работал в Институте истории Академии Наук Азербайджанской ССР (затем Азербайджана). В настоящее время проживает в Торонто, Канада.
В научную сферу Ю. Джафарова входит период античной и раннесредневековой истории Кавказа, история гуннов, гунно-тюркская проблематика, история Кавказской Албании, проблема этногенеза азербайджанцев. Его статьи печатались в таких журналах как «Вестник древней истории», «Византийский временник», «Известия АН Азербайджана», «Литературный Азербайджан» и др.

## Основные публикации
- Джафаров Ю. Р. К вопросу о хайландурах Егишэ // Письменные памятники и проблемы истории культуры народов Востока. — Москва, 1977. — С. 6—10. Архивировано 9 июля 2025 года.
- Джафаров Ю. Р. К датировке событий XXVIII—XXX глав I части «Истории албан» Моисея Каланкатуйского. // Письменные памятники Востока. История, филология. — Москва — 1979. — С. 49—60.
- Джафаров Ю. Р. К вопросу о первом появлении савир в Закавказье // Вестник древней истории. — 1979. — № 3. — С. 163—172.
- Джафаров Ю. Р. Оногуры византийских писателей и хайландуры Елишэ // Византийский временник. — 1980. — Т. 41. — С. 153—162.
- Джафаров Ю. Р. О происхождении древних булгар // Письменные памятники и проблемы истории культуры народов Востока : XV годичная научная сессия ЛО ИВ АН СССР (доклады и сообщения). — 1981. — Т. Часть 1 (1). — С. 88—93. Архивировано 9 июля 2025 года.
- Джафаров Ю. Р. Сабиры на Кавказе. Основные этапы истории (463—558 гг.) // Совместная научная сессия молодых ученых Институтов:, истории Академии наук Азербайджанской, Грузинской и Армянской ССР. Тезисы докладов. — Ереван. — 1980. — С. 39—40.
- Джафаров Ю. Р. Становление и распад в Восточном Предкавказье первого объединения гунно-булгарских племен. // Генезис, основные этапы, общие пути и особенности развития феодализма у народов Северного Кавказа. Тезисы докладов. — Махачкала. — 1980. — С. 40—41.
- Джафаров Ю. Р. Ранние гунны на Кавказе. К интерпретации греческих и армянских источников. // Вопросы истории, идеологии, философии, культуры народов Востока. Источниковедение, историография. Тезисы конференции аспирантов и молодых научных сотрудников. — Москва. — 1981. — Т. I. — С. 3—4.
- Джафаров Ю. Р. О происхождении древних булгар // Материалы III Всесоюзной Тюркологической конференции. — Ташкент. — 1984. — С. 408—411.
- Джафаров Ю. Р. Город Цри и страна чилбов в «Истории албан» Моисея Каланкатуйского // Древний и средневековый Восток. — Ч. 1. — Москва. — 1985. — С. 65—80.
- Джафаров Ю. Р. О локализации храмовой области в Кавказской Албании // Вестник древней истории. — 1985. — № 2. — С. 97—108.
- Джафаров Ю. Р. Гунны и Азербайджан. / ред. И. Г. Алиев ; Акад. Наук Азерб. ССР, Ин-т Истории. — Баку : Элм, 1985. — 123, [1] с.
- Джафаров Ю. Р. . К вопросу о происхождении европейских гуннов // Историко-культурные контакты Алтайской языковой общности. — Вып. 1. — Москва. — 1986.
- Джафаров Ю.Р. Баку и поход гуннов // Страницы истории Баку и Апшерона. Тезисы конференции. — Баку. — 1990.
- Джафаров Ю. Р. Вечный вопрос (Размышления о ранних тюрках, гуннах и этногенезе азербайджанцев) // Литературный Азербайджан. — 1990. — № 8. — С. 118.
- Джафаров Ю. Р. О локализации «страны» чилбов и лбинов // Источниковедение истории и культуры народов Дагестана и Северного Кавказа : принципы и методы изучения, оценки и использования. — Махачкала, 1991. — С. 59—65. Архивировано 9 июля 2025 года.
- Джафаров Ю. Р. Византия и Кавказская Албания на рубеже 7—8 вв. О поездке албанского князя Вараз-Трдата в Константинополь // XVIII международный конгресс византинистов, Москва, 8—15.08.1991 = XVIIIe congrès international des études Byzantines, Moscou, 8—15.08.1991 = XVIIIth international congress of Byzantine studies, Moscow, 8—15.08.1991 : программа. — Москва. — 1991. — С. 34.
- Y. Jaffarov. On the Origin of the European Huns // The 35th Permanent International Altaistic Conference. Handbook. Academy of Science, Taipei, 1992.
- Джафаров Ю. Р. О двух малоивестных этнонимах Азербайджана. Обарены Стефана Византийского и паррасии Страбона. // Известия АН Азербайджана. — 1993. — С. 6.
- Джафаров Ю. Р. Гунны и Азербайджан. / науч. ред. З. М. Буниятов ; ред. С. Султанова. — Баку: Азернешр, 1993. — 108, [4] с.
- Джафаров Ю. Р. О формировании азербайджанского народа // История Азербайджана с древнейших времен до начала XX века. — Баку. — 1995. — C. 394—408.
- Y. Jaffarov. Between East and West: Is Azerbaijan on the way to independence? // The Harry S Truman Research Institute for the Advancement of Peace. The Hebrew University of Jerusalem, 1995, P. 20.
- Y. Jaffarov. The Byzantine Empire and Caucasian Albania at the End of the Seventh and the Beginning of the Eighth Centuries: On the Question of the Journey of the Albanian Prince Varaz-Tirdat to Constantinople // Acts XVIII th International Congress of Byzantine Studies Selected Papers: Main and Communications Moscow, 1991, Volume I: History Byzantine Studies Press, Inc. Shepherdstown, WV, USA, 1996, P. 146—151.
- Y. Dzafarov. Christianity and the Nomads of the Black Sea and Caspian Steppes // Religion, Customary Law, and Nomadic Technology Papers presented at the Central and Inner Asian Seminar University of Toronto, 1 May 1998 and 23 April 1999.
- Y. Dzafarov. The Ethnic Origin of the Huns and Their Appearance in Eastern Europe // Continuity and Change in Central and Inner Asia: Papers Presented at the Central and Inner Asian Seminar, University of Toronto, 24-25 March 2000 and 4-5 May 2001, Toronto, 2002, P. 3—10.[3]
- Джафаров Ю. Гаргары и алвансĸая письменность К вопросу возниĸновения этноязыĸовой общности // Україна-Азербайджан. Матеріали міжнародної наукової конференції «Україна-Азербайджан: діалог культур та цивілізацій» з нагоди століття встановлення дипломатичних відносин між Україною та Азербайджаном. Київ: Національний педагогічний університет імені М. П. Драгоманова, 2021. С. 38—50.
- Джафаров Ю. К вопросу о кангарах-печенегах в Азербайджане // Культурные и цивилизационные связи между Европой и Востоком: научная конференция памяти Омеляна Прицака, 17-18 марта 2022 г.
- Джафаров Ю. До питання про так званих «бунтурків» у грузинських джерелах // Коли Захід зустрів Схід. Матеріали міжнародної наукової конференції «Коли Захід зустрів Схід: наукова конференція присвячена пам’яті Андрія Ковалівського», яка відбулась 27-28 травня 2024 р. // Упорядник д. і. н. Я. В. Пилипчук. Київ – Вінниця : Український державний університет імені М.  Драгоманова, НІЛАНЛТД, 2024.
- Y. Jafarov. On the Question of the Ethnocultural Identity of the European Huns and the Volga Bulgars // Міжнародна наукова конференція Пам'яті Гриця Халимоненка «Від Шота Руставелі до Юнуса Емре» (1941-2023). Київ-Вінниця : Український державний університет імені М. Драгоманова, ТВОРИ, 2024. — С. 44—46.
- Джафаров Ю. К вопросу о гаргарах Алвании/Арана: что знают о них немногословные источники и что пишут многочисленные исследователи // Этнокультурное наследие Кавказской Албании. — 2024. — № 5. — С. 128—133. Архивировано 24 июня 2025 года.